# Bombka

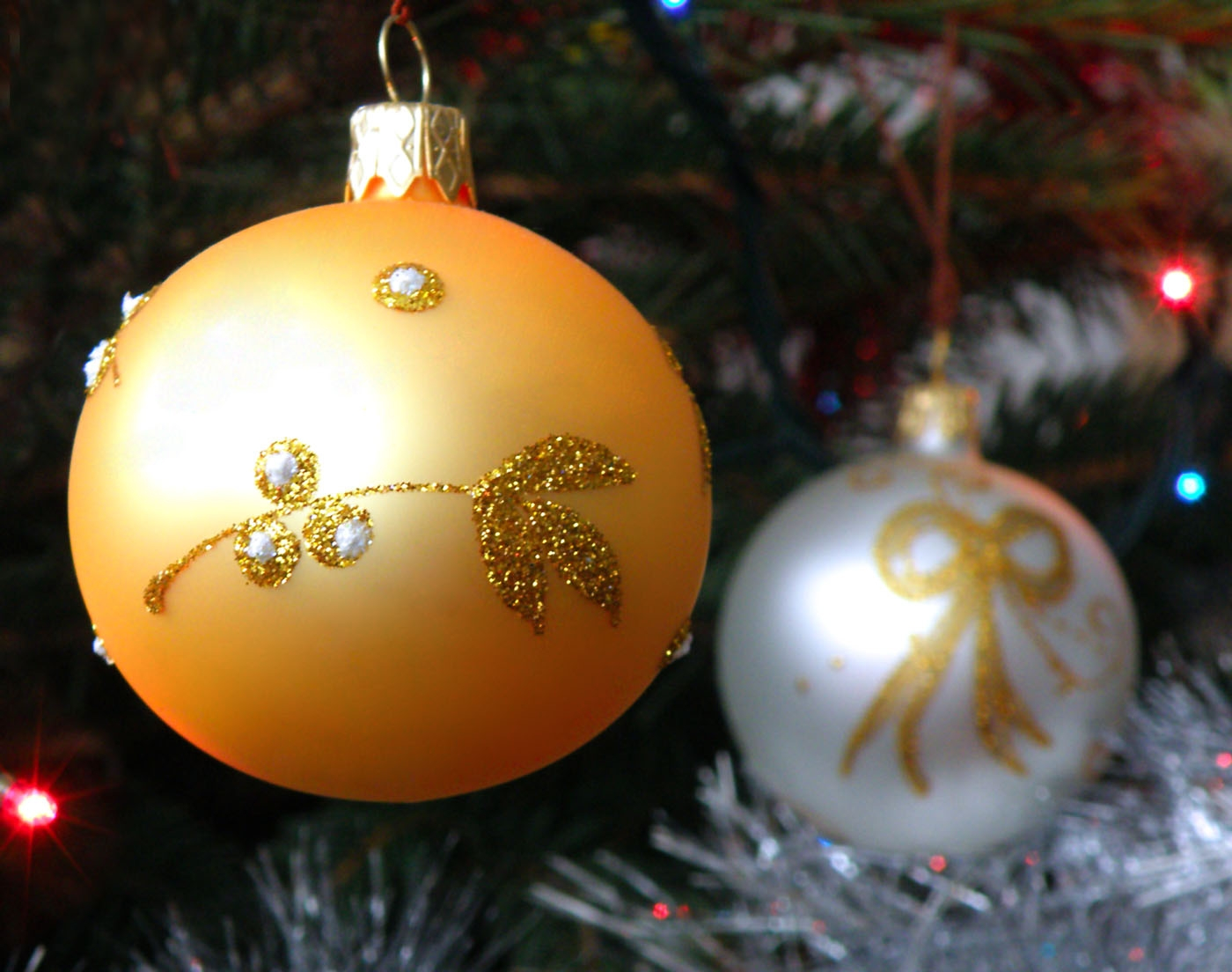
Bombki ręcznie zdobione

Bombka, bańka (w niektórych regionach Polski m.in. w Małopolsce) – ozdoba choinkowa, wykonana zazwyczaj z cienkiego szkła. Bombki często są ręcznie malowane i posrebrzane od wewnątrz. Początki ich produkcji datuje się na 1847. Pierwsze bombki zostały wykonane w mieście Lauscha w Niemczech przez Hansa Greinera. Według legendy rozpoczął on tworzenie szklanych wydmuszek do udekorowania choinki, gdyż nie stać go było na typowe wówczas dekoracje czyli orzechy, jabłka czy cukierki.
Do wytworzenia bombek wykorzystuje specjalne szkło sodowe. Dzięki palnikowi jest ono rozgrzewane do temperatury kilkuset stopni i jest wtedy elastyczne. Później pozostają już tylko płuca i zdolności manualne pracownika, który najpierw rozdmuchuje i nadaje kształt ozdobom. Po nadmuchaniu bombek przenoszone są do pomieszczenia o nazwie srebrzalnia. Etap ten polega, że do każdej ozdoby wtłaczany jest azotan srebra i reduktor. Następnie bombki zamaczane są w wodzie, w której temperatura wynosi kilkadziesiąt stopni Celsjusza. Tam następuje wytrącenie srebra i bombki, gdzie otrzymuje się podkład. Dzięki temu możemy się w nich przejrzeć i nie są przezroczyste. Następnie bombki trafiają do lakierni.
Pierwsze choinkowe bombki pojawiły się w Polsce w XIX w. Były wykonywane ze szkła dmuchanego i początkowo imitowały orzechy i inne owoce, ale z czasem wzornictwo wzbogacało się o bombki w kształcie przedmiotów codziennego użytku, np. bucików, parasolek, instrumentów muzycznych czy też postaci zwierzątek i pajaców. Zabawki choinkowe pierwotnie sprowadzano z zagranicy, a ich prawdziwym zagłębiem była Norymberga. Ozdoby stamtąd były w Polsce bardzo popularne.
Polska to potentat w produkcji ręcznie robionych bombek. Niemal cała produkcja trafia na eksport, głównie do USA, ale także do Japonii, Kanady, Wielkiej Brytanii, Francji, Niemiec, Rosji, Skandynawii, Australii i innych krajów.